# Lista de episódios de Make it Pop
Make it Pop é uma série de televisão da Nickelodeon baseada na banda K-Pop que estreiou em 6 de abril de 2015. Make It Pop  segue três meninas em um colégio interno - Sun Hi, Jodi e Corki - que, com a ajuda de seu amigo DJ Caleb, formam uma banda pop chamado XO-IQ, e encontrar música, prejuízo, diversão e amizade. Tem 2 temporadas e 2 especiais, totalizando 42 episódios. Terminou em 20 de agosto de 2016 nos EUA. No Brasil estreiou em 19 de outubro de 2015 e terminou em 5 de janeiro de 2017

## Temporadas
| Temporada | Temporada         | Episodios         | Exibição Original     | Exibição Original     | Exibição no Brasil     | Exibição no Brasil     | Exibição em Portugal | Exibição em Portugal |
| Temporada | Temporada         | Episodios         | Estreia               | Final                 | Estreia                | Final                  | Estreia              | Final                |
| --------- | ----------------- | ----------------- | --------------------- | --------------------- | ---------------------- | ---------------------- | -------------------- | -------------------- |
|           | 1                 | 20                | 26 de março de 2015   | 1 de maio de 2015     | 19 de outubro de 2015  | 19 de novembro de 2015 | TBA                  | TBA                  |
|           | Especial de Natal | Especial de Natal | 5 de dezembro de 2015 | 5 de dezembro de 2015 | 22 de dezembro de 2015 | 22 de dezembro de 2015 | TBA                  | TBA                  |
|           | 2                 | 20                | 4 de janeiro de 2016  | 29 de janeiro de 2016 | 4 de abril de 2016     | 29 de abril de 2016    | TBA                  | TBA                  |
|           | Especial de Verão | Especial de Verão | 20 de agosto de 2016  | 20 de agosto de 2016  | 5 de janeiro de 2017   | 5 de janeiro de 2017   | TBA                  | TBA                  |

## Episódios

### 1ª Temporada (2015)
| #  | Título                                                  | Dirigido por   | Escrito por                         | Exibição Original      | Exibição em Português                         | Exibição na América Latina    | Código de produção | Audiência (em milhões) |
| -- | ------------------------------------------------------- | -------------- | ----------------------------------- | ---------------------- | --------------------------------------------- | ----------------------------- | ------------------ | ---------------------- |
| 1  | "República do Mackendrick" "Rumors and Roommates"       | Keith Samples  | Thomas W. Lynch                     | : 20 de julho de 2015  | : 26 de março de 2015: 9 de setembro de 2015  | : 19 de outubro de 2015: TBA  | 101                | 1.28                   |
| 2  | "Dueto" "Duet"                                          | Keith Samples  | Thomas W. Lynch                     | : 21 de julho de 2015  | : 7 de abril de 2015: 16 de setembro de 2015  | : 10 de outubro de 2015: TBA  | 102                | 1.31                   |
| 3  | "Sonhos Falhados" "Failed Dreams"                       | Keith Samples  | Thomas W. Lynch                     | : 22 de julho de 2015  | : 8 de abril de 2015: 23 de setembro de 2015  | : 21 de outubro de 2015: TBA  | 103                | 1.47                   |
| 4  | "Dança Roubada" "Stolen Moves"                          | Keith Samples  | Thomas W. Lynch                     | : 23 de julho de 2015  | : 9 de abril de 2015: 30 de setembro de 2015  | : 22 de outubro de 2015: TBA  | 104                | 1.64                   |
| 5  | "Eu Não Posso Me Escutar" "I Can't Hear Me"             | Steve Wright   | Thomas W. Lynch                     | : 27 de julho de 2015  | : 10 de abril de 2015: 7 de outubro de 2015   | : 26 de outubro de 2015: TBA  | 105                | 1.41                   |
| 6  | "Popular" "Popular"                                     | Steve Wright   | Thomas W. Lynch                     | : 28 de julho de 2015  | : 13 de abril de 2015: 14 de outubro de 2015  | : 27 de outubro de 2015: TBA  | 106                | 1.09                   |
| 7  | "A Situação" "The Situation"                            | Steve Wright   | Thomas W. Lynch                     | : 29 de julho de 2015  | : 14 de abril de 2015: 21 de outubro de 2015  | : 28 de outubro de 2015: TBA  | 107                | 1.56                   |
| 8  | "A Campanha" "The Campaign"                             | Steve Wright   | Roger Fredericks                    | : 30 de julho de 2015  | : 15 de abril de 2015: 28 de outubro de 2015  | : 29 de outubro de 2015: TBA  | 108                | 1.29                   |
| 9  | "Eu Sou um Gênio" "I Am Genius"                         | Stefen Sciani  | Jennifer Daley                      | : 3 de agosto de 2015  | : 16 de abril de 2015: 4 de novembro de 2015  | : 2 de novembro de 2015: TBA  | 109                | 1.37                   |
| 10 | "O Baile" "Homecoming"                                  | Stefen Sciani  | Skander Halim                       | : 4 de agosto de 2015  | : 17 de abril de 2015: 11 de novembro de 2015 | : 3 de novembro de 2015: TBA  | 110                | 1.43                   |
| 11 | "Senhor Chang" "Mr. Chang"                              | Stefen Sciani  | Claire Ross Dunn & Rachael Schaefer | : 5 de agosto de 2015  | : 20 de abril de 2015: 18 de novembro de 2015 | : 4 de novembro de 2015: TBA  | 111                | 1.51                   |
| 12 | "Loja Móvel" "Fashion Truck"                            | Stefen Sciani  | Claire Ross Dunn                    | : 6 de agosto de 2015  | : 21 de abril de 2015: 25 de novembro de 2015 | : 5 de novembro de 2015: TBA  | 112                | 1.20                   |
| 13 | "Troll" "Troll"                                         | Keith Samples  | Jennifer Daley                      | : 10 de agosto de 2015 | : 22 de abril de 2015: 2 de dezembro de 2015  | : 9 de novembro de 2015: TBA  | 113                | 1.51                   |
| 14 | "A Conselheira" "The Tutor"                             | Keith Samples  | Skander Halim                       | : 11 de agosto de 2015 | : 23 de abril de 2015: 9 de dezembro de 2015  | : 10 de novembro de 2015: TBA | 114                | 1.26                   |
| 15 | "Talentos Reduzidos" "Talent Show Redux"                | Dawn Wilkinson | Nick Cannon & Thomas W. Lynch       | : 12 de agosto de 2015 | : 24 de abril de 2015: 16 de dezembro de 2015 | : 11 de novembro de 2015: TBA | 115                | 1.25                   |
| 16 | "A Maldição da Realidade" "The Curse of Reality"        | Dawn Wilkinson | Skander Halim                       | : 13 de agosto de 2015 | : 27 de abril de 2015: 30 de dezembro de 2015 | : 12 de novembro de 2015: TBA | 116                | 1.37                   |
| 17 | "Ovos" "Eggs"                                           | Steve Wright   | Jennifer Daley                      | : 17 de agosto de 2015 | : 28 de abril de 2015: 6 de janeiro de 2016   | : 16 de novembro de 2015: TBA | 117                | 1.36                   |
| 18 | "Amor e Detenção" "Love and Detention"                  | Mitchell Ness  | Claire Ross Dunn                    | : 18 de agosto de 2015 | : 29 de abril de 2015: 13 de janeiro de 2016  | : 17 de novembro de 2015: TBA | 118                | 1.11                   |
| 19 | "Sonhos" "Dreams"                                       | Stefen Sciani  | Thomas W. Lynch                     | : 19 de agosto de 2015 | : 30 de abril de 2015: 20 de janeiro de 2016  | : 18 de novembro de 2015: TBA | 119                | 1.35                   |
| 20 | "Corações, Coragem e Cérebros" "Heart, Courage, Brains" | Stefan Scaini  | Thomas W. Lynch                     | : 20 de agosto de 2015 | : 1 de maio de 2015: 27 de janeiro de 2016    | : 19 de novembro de 2015: TBA | 120                | 1.30                   |

### Especial de Natal (2015)
| #  | Título                  | Dirigido por | Escrito por     | Exibição Original        | Exibição em Português                           | Exibição na América Latina    | Código de produção | Audiência (em milhões) |
| -- | ----------------------- | ------------ | --------------- | ------------------------ | ----------------------------------------------- | ----------------------------- | ------------------ | ---------------------- |
| 21 | "O Presente" "The Gift" | Steve Wright | Thomas W. Lynch | : 22 de dezembro de 2015 | : 5 de dezembro de 2015: 23 de dezembro de 2015 | : 22 de dezembro de 2015: TBA | 200                | 1.27                   |

### 2ª Temporada (2016)
| #  | Título                                               | Dirigido por     | Escrito por                | Exibição Original     | Exibição em Português                           | Exibição na América Latina | Código de produção | Audiência (em milhões) |
| -- | ---------------------------------------------------- | ---------------- | -------------------------- | --------------------- | ----------------------------------------------- | -------------------------- | ------------------ | ---------------------- |
| 22 | "República do Mackendrick" "Pensar"                  | Steve Wright     | Thomas W. Lynch            | : 4 de abril de 2016  | : 4 de janeiro de 2016: 3 de fevereiro de 2016  | : 4 de abril de 2016: TBA  | 201                | 1.46                   |
| 23 | "Robomania" "Robomania"                              | Steve Wright     | Thomas W. Lynch            | : 5 de abril de 2016  | : 5 de janeiro de 2016: 10 de fevereiro de 2016 | : 5 de abril de 2016: TBA  | 202                | 1.33                   |
| 24 | "Minha maneira ou a estrada" "My Way or the Highway" | Steve Wright     | Claire Ross Dunn           | : 6 de abril de 2016  | : 6 de janeiro de 2016: 17 de fevereiro de 2016 | : 6 de abril de 2016: TBA  | 203                | 1.25                   |
| 25 | "Oh, meninos" "Oh, Boys"                             | Steve Wright     | Mark Purdy and Stuart Reid | : 7 de abril de 2016  | : 7 de janeiro de 2016: 24 de fevereiro de 2016 | : 7 de abril de 2016: TBA  | 204                | 1.18                   |
| 26 | "Potência da batata" "Potato Power"                  | RT!              | Justin Varava              | : 8 de abril de 2016  | : 8 de janeiro de 2016: 2 de março de 2016      | : 8 de abril de 2016: TBA  | 205                | 1.39                   |
| 27 | "O espelho" "The Mirror"                             | RT!              | Thomas W. Lynch            | : 11 de abril de 2016 | : 11 de janeiro de 2016: 9 de março de 2016     | : 11 de abril de 2016: TBA | 206                | 1.15                   |
| 28 | "É uma coisa gêmea" "It's a Twin Thing"              | Steve Wright     | Claire Ross Dunn           | : 12 de abril de 2016 | : 12 de janeiro de 2016: 16 de março de 2016    | : 12 de abril de 2016: TBA | 207                | 1.32                   |
| 29 | "Fashion 911" "Fashion 911"                          | Steve Wright     | Mark Purdy and Stuart Reid | : 13 de abril de 2016 | : 13 de janeiro de 2016: 23 de março de 2016    | : 13 de abril de 2016: TBA | 208                | 1.27                   |
| 30 | "Baile da Primavera" "Spring Fling"                  | Warren P. Sonoda | Claire Ross Dunn           | : 14 de abril de 2016 | : 14 de janeiro de 2016: 30 de março de 2016    | : 14 de abril de 2016: TBA | 209                | 1.18                   |
| 31 | "Submissão impossível" "Submission Impossible"       | Dawn Wilkinson   | Thomas W. Lynch            | : 15 de abril de 2016 | : 15 de janeiro de 2016: 6 de abril de 2016     | : 15 de abril de 2016: TBA | 210                | 1.28                   |
| 32 | "Rumor" "Scuttlebutt"                                | Adam Weissman    | Jon Davis                  | : 18 de abril de 2016 | : 19 de janeiro de 2016: 13 de abril de 2016    | : 18 de abril de 2016: TBA | 211                | 1.23                   |
| 33 | "Triângulos" "Triangles"                             | Adam Weissman    | Jennifer Daley             | : 19 de abril de 2016 | : 20 de janeiro de 2016: 20 de abril de 2016    | : 19 de abril de 2016: TBA | 212                | 1.22                   |
| 34 | "Entre no ônibus!" "Get on the Bus!"                 | Warren P. Sonoda | Claire Ross Dunn           | : 20 de abril de 2016 | : 21 de janeiro de 2016: 27 de abril de 2016    | : 20 de abril de 2016: TBA | 213                | 1.35                   |
| 35 | "Picadas de realidade" "Reality Bites"               | Dawn Wilkinson   | Jennifer Daley             | : 21 de abril de 2016 | : 22 de janeiro de 2016: 4 de maio de 2016      | : 21 de abril de 2016: TBA | 214                | 1.31                   |
| 36 | "Explosão de banda" "Band Blast Off"                 | Steve Wright     | Thomas W. Lynch            | : 22 de abril de 2016 | : 25 de janeiro de 2016: 11 de maio de 2016     | : 22 de abril de 2016: TBA | 215                | 1.13                   |
| 37 | "Encenado e confuso" "Staged and Confused"           | Steve Wright     | Claire Ross Dunn           | : 25 de abril de 2016 | : 26 de janeiro de 2016: 18 de maio de 2016     | : 25 de abril de 2016: TBA | 216                | 1.35                   |
| 38 | "Excesso de bagagem" "Excess Baggage"                | Warren P. Sonoda | Jon Davis                  | : 26 de abril de 2016 | : 27 de janeiro de 2016: 25 de maio de 2016     | : 26 de abril de 2016: TBA | 217                | 1.33                   |
| 39 | "Im-Prom-Tu" "Im-Prom-Tu"                            | Warren P. Sonoda | Claire Ross Dunn           | : 27 de abril de 2016 | : 28 de janeiro de 2016: 1 de junho de 2016     | : 27 de abril de 2016: TBA | 218                | 1.40                   |
| 40 | "Procurando por problemas" "Looking for Trouble"     | Steve Wright     | Mark Purdy and Stuart Reid | : 28 de abril de 2016 | : 29 de janeiro de 2016: 8 de junho de 2016     | : 28 de abril de 2016: TBA | 219                | 1.07                   |
| 41 | "Sério? Acabou?" "Really? It's Over?"                | Steve Wright     | Thomas W. Lynch            | : 29 de abril de 2016 | : 29 de janeiro de 2016: 15 de junho de 2016    | : 29 de abril de 2016: TBA | 220                | 1.07                   |

### Especial de Verão (2016)
| #  | Título                              | Dirigido por  | Escrito por     | Exibição Original      | Exibição em Português  | Exibição na América Latina  | Código de produção | Audiência (em milhões) |
| -- | ----------------------------------- | ------------- | --------------- | ---------------------- | ---------------------- | --------------------------- | ------------------ | ---------------------- |
| 42 | "Respingo de verão" "Summer Splash" | John L'Ecuyer | Thomas W. Lynch | : 5 de janeiro de 2017 | : 20 de agosto de 2016 | : 5 de janeiro de 2017: TBA | 399                | 1.07                   |